# Каган, Абрам Меерович
Абрам Меерович Каган (род. 10 декабря 1936, Москва) — советский и американский математик, учёный в области математической статистики. Доктор физико-математических наук (1967).

## Биография
Родился в семье Меера Абрамовича Кагана (1908—1943) и Марии Марковны Голосовкер (1906—?), уроженцев Белоруссии, переселившихся в конце 1920-х годов в Биробиджан. Мать, выпускница Витебского еврейского педагогическово техникума, работала учителем еврейского языка в средней школе, затем на сельскохозяйственных работах. Отец, в прошлом член Еврейской социал-демократической рабочей партии «Поалей Цион», был трактористом. После службы в РККА в 1934 году отец поступил в Военную академию связи и семья переехала в Москву, где и мать вскоре поступила в Московский экономический институт имени Г. В. Плеханова, а отец окончил Московский институт инженеров связи. В 1939 году отца направили инженером связи в Ташкент и в следующем году к нему переехала мать с двумя сыновьями. В 1941 году отец ушёл добровольцем в действующую армию, служил капитаном и помощником начальника штаба полка по связи, погиб на фронте.
Окончил физико-математический факультет Ташкентского государственного университета (1958), в который был принят без экзаменов как член юношеской сборной Узбекистана и участник командного первенства СССР по шахматам (в 1954 году стал чемпионом республики среди юношей). После окончания университета был принят в аспирантуру Ленинградского государственного университета. Диссертацию кандидата физико-математических наук по теме «Исследования по статистической теории оценивания» защитил в 1963 году под руководством Ю. В. Линника, доктора физико-математических наук по теме «Теория оценивания для семейств с параметрами сдвига, масштаба и экспонентных» — в 1967 году.
С 1965 года — старший научный сотрудник Ленинградского отделения Математического института имени В. А. Стеклова. С 1972 года одновременно преподавал в Ленинградском государственном университете. В 1976 году подал документы на выезд в Израиль, был лишён должности старшего научного сотрудника и до конца 1987 года был отказником. Некоторое время преподавал иврит на подпольных курсах. В декабре 1987 года эмигрировал в США и 1 апреля 1988 года стал профессором статистики на математическом отделении Мэрилендского университета в Колледж-Парке. В США принимал участие в шахматных турнирах.
Основные научные труды в области математической статистики (статистические оценки, обобщённые линейные модели, информация Фишера, достаточная статистика). В 1965 году с Ю. В. Линником и С. Р. Рао показал, что допустимость выборочного среднего как оценки сдвигового параметра является характеристическим свойством нормального распределения (теорема Кагана-Линника-Рао). В 1972 году на русском и английском языках была опубликована ставшая классической монография А. М. Кагана, Ю. В. Линника и С. Р. Рао «Характеризационные задачи математической статистики».

## Монографии
- А. М. Каган, Ю. В. Линник, С. Р. Рао. Характеризационные задачи математической статистики. М.: Наука, 1972. — 656 с[12][13].
- A. M. Kagan, Yu. V. Linnik, C. R. Rao. Characterization Problems in Mathematical Statistics. Wiley Series in Probability & Mathematical Statistics. John Wiley & Sons, 1973. — 499 pp[14].

## Под редакцией
- Исследования по математической статистике. I. Записки научного семинара ЛОМИ, 43. Под редакцией А. М. Кагана. Л., 1974. — 171 с.
- Исследования по математической статистике. II. Записки научного семинара ЛОМИ, 53. Под редакцией А. М. Кагана. Л., 1975. — 143 с.
- Непрерывность и устойчивость в задачах теории вероятностей и математической статистики. Записки научного семинара ЛОМИ, 61. Под редакцией В. М. Золотарёва и А. М. Кагана. Л., 1976. — 139 с.